# Kazačok (lander)
Il lander Kazačok è un componente fondamentale del sistema di atterraggio della seconda parte della missione ExoMars, realizzato dalla Roscosmos per far atterrare il rover e continuare a compiere degli studi dal suolo marziano. Il lancio era previsto per il 2020 e l'atterraggio su Marte a metà del 2021, tuttavia a causa del mancato superamento dei test da parte dei paracadute di ingresso, il lancio venne spostato a una finestra di lancio a partire dal 20 settembre 2022, ma a causa dell'invasione russa dell'Ucraina del 2022 l'Agenzia spaziale europea ha votato per sospendere la cooperazione con la Russia sulla missione ExoMars a tempo indeterminato.

## Missione
Il lancio sarebbe dovuto essere effettuato tramite un Proton-M a settembre del 2022 dal cosmodromo di Bajkonur e atterrare sul sito di Oxia Planum nel 2023. L'arrivo doveva seguire la procedura classica di EDL (entry, descent and landing), con rientro atmosferico usando uno scudo termico di protezione, discesa verso la superficie di Marte usando un sistema di paracadute e atterraggio con l'aiuto di retrorazzi. La massa complessiva del modulo di discesa è di circa 2000 kg, che comprende più di 1000 kg di carico utile (suddiviso tra lander e rover), e i sistemi di frenaggio, tra cui scudo termico e paracadute. La massa del carico utile è la più grande (al 2020) che verrà fatta atterrare su Marte e richiede un sistema di paracadute elaborato. Viene utilizzato un sistema di due paracaduti principali, uno supersonico e uno subsonico; quest'ultimo, molto più grande del primo, ha un diametro di 35 metri, e sarà il più grande paracadute mai utilizzato in una missione interplanetaria. Il sistema di paracadute pesa da solo 195 kg.
Dopo l'atterraggio si sgancerà il rover da due rampe disponibili per continuare a studiare Marte indipendentemente o in coppia con il lander per almeno un anno terrestre. L'atterraggio dovrà avvenire per mezzo di paracaduti e retrorazzi, la cui progettazione sarà affidata all'ESA tramite anche i dati avuti con Schiaparelli.

## Caratteristiche tecniche
Il lander ha un peso di 827 kg e un carico scientifico di 45 kg e, atterrato, si apre in 6 petali di cui 4 pannelli fotovoltaici e 2 rampe diametralmente opposte da cui sganciare il rover. Tra gli strumenti ne sono stati selezionati i due europei LaRa e HABIT.
Il lander dispone dei seguenti strumenti:
- ADRON-EM uno spettrometro e dosimetro a neutroni, con la possibilità di operare in coppia con l'ADRON del rover.
- BIP è l'unità di memoria e l'interfaccia degli strumenti.
- Dust Suite per studiare la polvere nell'atmosfera.
- FAST uno spettrometro nell'infrarosso per studiare l'atmosfera.
- HABIT strumento svedese per studiare abitabilità, temperatura, irradiazione e presenza di acqua nell'atmosfera.
- LaRa strumento belga per studiare nel campo delle onde radio.
- M-DLS spettrometro laser per compiere studi atmosferici.
- MAIGRET magnetometro dalla Repubblica Ceca per la caratterizzazione del sito di atterraggio.
- Meteo Suite per compiere uno studio completo sul clima, composto da
  - AMR sul campo magnetico.
  - Meteo-P sulla pressione.
  - Meteo-H sull'umidità.
  - RDM su radiazioni e polvere.
- MGAP, un cromatografo e spettrometro di massa per analisi atmosferiche.
- RAT-M termometro radio per la misurazione delle temperature sulla superficie, fino ad 1 m di profondità.
- SEM è un sismometro.[12]
- TSPP, un set di telecamere per studiare l'ambiente.